# Ericeia amanda
Ericeia amanda är en fjärilsart som beskrevs av Walker 1858. Ericeia amanda ingår i släktet Ericeia och familjen nattflyn. Inga underarter finns listade i Catalogue of Life.